# Empire Star
Empire Star (titre original : Empire Star) est un roman de science-fiction de l'écrivain africain américain Samuel R. Delany, publié en 1966. Il a souvent été publié conjointement avec un autre livre, le plus souvent (trois fois) avec La Ballade de Bêta-2. L'auteur espérait le voir publié pour la première fois dans le cadre d'un Ace Double avec Babel 17, mais il a été publié avec Tree Lord of Imeten de Tom Purdom. Il a finalement été regroupé avec Babel 17 dans une réimpression de 2001.
L'histoire tourne autour du protagoniste, Comet Jo, et d'un narrateur nommé Jewel. C'est l'histoire du passage à l'âge adulte de Comet Jo, son éducation dans la société galactique (le roman peut être considérée comme un roman d'apprentissage), ses efforts pour transmettre un message important à Empire Star et sa tentative de mettre fin à l'esclavage. L'histoire comporte plusieurs boucles d'événements superposés qui se retournent sur eux-mêmes - et les concepts, la superposition et l'ordre des événements sont aussi importants que l'histoire elle-même.

## Résumé
Au début du récit, Comet Jo est âgé de dix-huit ans. Il a passé toute sa vie dans une société dite  « simplex » sur Rhys, un satellite d'une planète jovienne en orbite autour de Tau Ceti. Au début, il peut sembler que « simplex » signifie « simple » ou « inintelligent », mais après la rencontre de Jo avec la « Station d'enquête géodésique », il devient clair que la notion est beaucoup plus compliquée. Jo tombe sur l'épave d'un vaisseau spatial et rencontre deux survivants. Le premier meurt rapidement et demande à Jo d'apporter un message important à Empire Star quelques instants avant son décès. L'autre est une forme de vie connue sous le nom de Jewel. Jewel est un tritovien sous forme cristallisée et, dans cet état, peut facilement voir les situations de plusieurs points de vue, permettant ainsi la narration du point de vue de l'observateur omniscient.
Jo quitte rapidement Rhys pour tenter de transmettre le message à Empire Star, et au cours de son voyage, il rencontre plusieurs autres personnages ainsi qu'une race de créatures connue sous le nom de LLL. Les LLL sont capables de terraformer des planètes car ils  sont d’incroyables bâtisseurs, non seulement de structures, mais aussi d’écosystèmes, de sociétés et de systèmes éthiques. Pour exploiter ces potentiels, ils ont été réduits en esclavage. Cependant, afin de protéger les LLL, l'Empire a créé un phénomène connu sous le nom de « tristesse du LLL» : tout être qui possède le Lll souffre d'une tristesse constante et accablante. Cette tristesse augmente géométriquement avec chaque LLL possédé et avec combien chaque LLL construit, il n'est donc possible de posséder que quelques LLL à la fois. En effet, le simple fait d'être en présence du LLL est une expérience déchirante, même pour les non-propriétaires, une leçon que Jo apprend au début de ses voyages.
L'histoire suit ensuite Jo au cours des prochains mois. Une fois qu'il atteint un certain point dans sa maturité, ses connaissances et sa capacité à percevoir les événements qui l'entourent, le récit linéaire s'arrête et le lecteur se retrouve avec quelques pages d'événements importants non classés dans un ordre strict ; à ce stade, le lectorat en a peut-être suffisamment appris pour démêler l’enchevêtrement.
En chemin, plusieurs questions sont soulevées, explicitement ou implicitement. Quel est le message que Comet Jo doit délivrer ? Qui vient libérer les LLL ? Les LLL seront-ils un jour réellement libérés ? L'histoire est-elle une boucle fermée, ou y a-t-il effectivement une fin (ou du moins un point à partir duquel les événements s'enchaînent à partir de ceux mentionnés dans l'histoire) ? Qui, exactement, est entré dans l’Empire Star ? Combien d’événements de l’histoire sont arrangés par ces personnes ?

## Personnages
- Comète Jo : Dix-huit ans, produit d'une culture simplex.
- Jewel : Un tritovien (vraisemblablement une forme de vie non humaine) qui passe la majeure partie de l'histoire sous une forme passive et cristallisée. Jewel est également le narrateur du conte.
- Charona : La gardienne de la porte du port spatial, Charona et son animal de compagnie 3-Dog sont bien évidemment une référence mythologique à Charon et Cerbère. Charona est la première personne d' Empire Star à parler à Jo du concept simplex/complexe/multiplex. Elle s'avère être San Severina dans sa vieillesse.
- San Severina : propriétaire de sept LLL - bien plus qu'aucun être n'en a jamais possédé auparavant - qui doit reconstruire huit mondes (ainsi que cinquante-deux civilisations et trente-deux mille trois cent cinquante-sept systèmes éthiques complets et distincts) ravagés par la guerre. San Severina est le premier tuteur de Jo dans les voies de la société galactique. Elle aide Jo à dépasser son éducation simplex et le met sur la voie de devenir un être multiplex.
- Oscar/The Lump : abréviation de Linguistic Ubiquitous Multiplex, Lump est une forme de vie artificielle avec une conscience basée sur LLL et est le compagnon de Jo pendant une grande partie du texte. Vers la fin de l'histoire, on apprend que le LLL sur lequel repose la conscience de Lump n'est autre que Muels Aranlyde. «Muels Aranlyde» est une anagramme de «Samuel R. Delany». The LUMp a déclaré que son utilisation du mot «Oscar» était une allusion littéraire et que comme la personne qu'il prétendait initialement attendre était Alfred Douglas, il fait allusion à Oscar Wilde, l'ami et amant de Douglas.
- Ni Ty Lee : Un jeune poète qui semble avoir vécu tout ce que Jo, ou n'importe qui d'autre d'ailleurs, a vécu.
- La Princesse : passager clandestin sur un navire militaire à destination de l'Empire Star. Elle a deux ans de moins que Jo lors de leur première rencontre, mais elle s'avère être une jeune San Severina.

## Réception critique
Jo Walton écrit que le livre de Delany empire Star était son roman favori quand elle avait 14 ans,  et qu'elle l'a lu et relu à l'adolescence, sans toutefois en comprendre tous les aspects immédiatement. Elle a apprécié remettre en ordre la séquences des évènements, la poésie et la structure hélicoïdale et récursive, mais ce n'est que beaucoup plus tard qu'elle a compris que c'était un roman contre l'esclavage. 